# Sint-Anthonypolder
De Sint-Anthonypolder is een polder tussen Sas van Gent en Zelzate in de Nederlandse provincie Zeeland. De polder behoort tot de Canisvliet- en Moerspuipolders.
De polder is heringedijkt vanaf Spaanse zijde. In 1627 werd door Koning Filips II toestemming verleend tot bedijking der ingevloeide landen tusschen Sas van Gent en den dijk van Selsaete bij het fort Sint-Antonie.
Vanwege diverse oorlogen werd genoemde polder echter nog diverse malen geïnundeerd om in 1787 definitief te worden ingedijkt. Ze is 77 ha groot.
Binnen deze polder ligt het natuurgebied Canisvliet, bestaande uit een kreekrestant met bijbehorende oevers. Sinds 1827 wordt de polder aan de westzijde begrensd door het Kanaal Gent-Terneuzen.
De polder is vernoemd naar het daar vroeger gelegen Fort Sint-Anthony, behorende tot Linie van Communicatie tussen Hulst en Sas van Gent.